# Back to Life
Back to Life é um filme mudo de drama curta norte-americano de 1913, dirigido por Allan Dwan e estrelado por Pauline Bush, J. Warren Kerrigan, William Worthington e Lon Chaney. O filme é agora considerado perdido.